# Varṇa

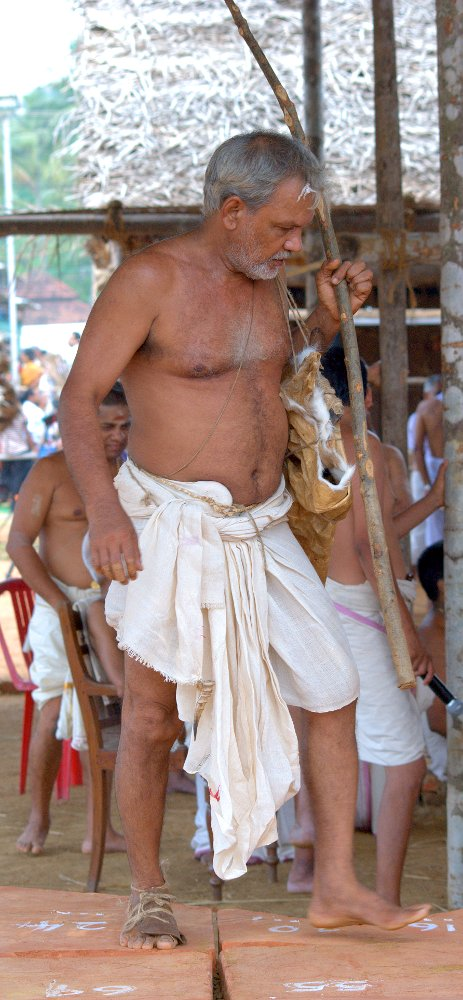
Un brahmano Nambūṭiri (Kerala) durante il rito dello agnicayana. Da notare lo yajñopavīta di cotone composto da tre fili ritorti tre volte e indossato sulla spalla sinistra, che ne suggerisce l'appartenenza castale. Secondo il Manusmṛti la cintura di un brāhmaṇa deve essere fatta di erba muñja (Saccharum muñja) il cui stelo cavo, secondo la tradizione religiosa, è dimora del fulmine (vidyut). Sempre secondo il testo normativo tradizionale il bastone di un brāhmaṇa deve corrispondere ad un ramo dell'albero Bilva (Aegle marmelos) o dell'albero Pālāśa (Butea monosperma).

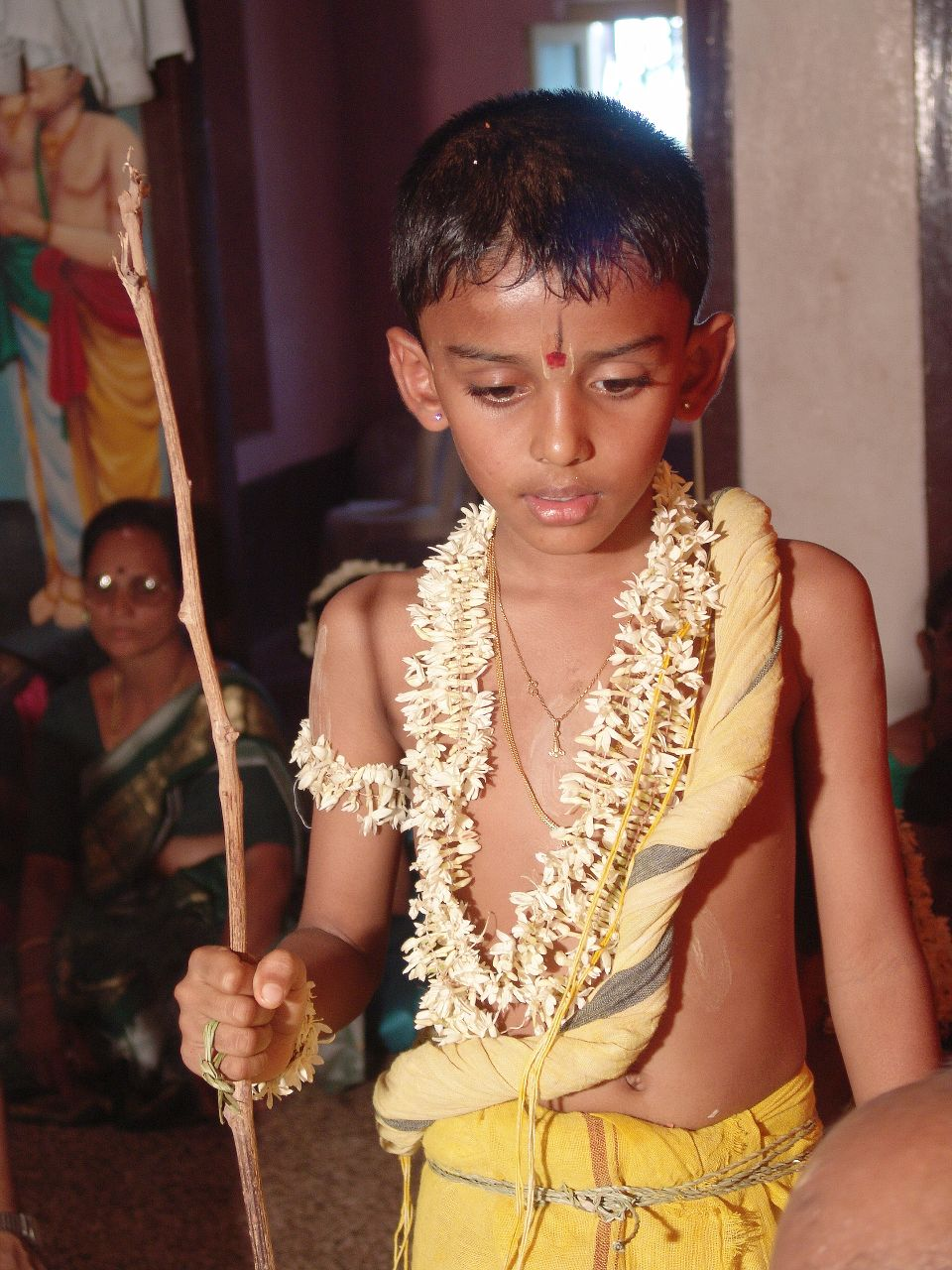
Un giovane hindu durante il rito dello upanayana che gli consente di acquisire lo stato di brahmācarin e di accedere al primo āśrama della sua esistenza. Da notare lo yajñopavīta di colore giallo indossato sulla spalla sinistra, che ne suggerisce l'appartenenza castale vaiśya (bianco composto di cotone per un giovane brahmano, rosso di seta o canapa per uno kṣatriya, giallo di lino o di lana per un vaiśya). Secondo il Manusmṛti la cintura di un vaiśya deve essere fatta di canapa (Cannabis sativa). Sempre secondo il testo normativo tradizionale il bastone di un vaiśya deve corrispondere ad un ramo dell'albero Pīlu (Salvadora persica) o dell'albero Udumbara (Ficus racemosa).

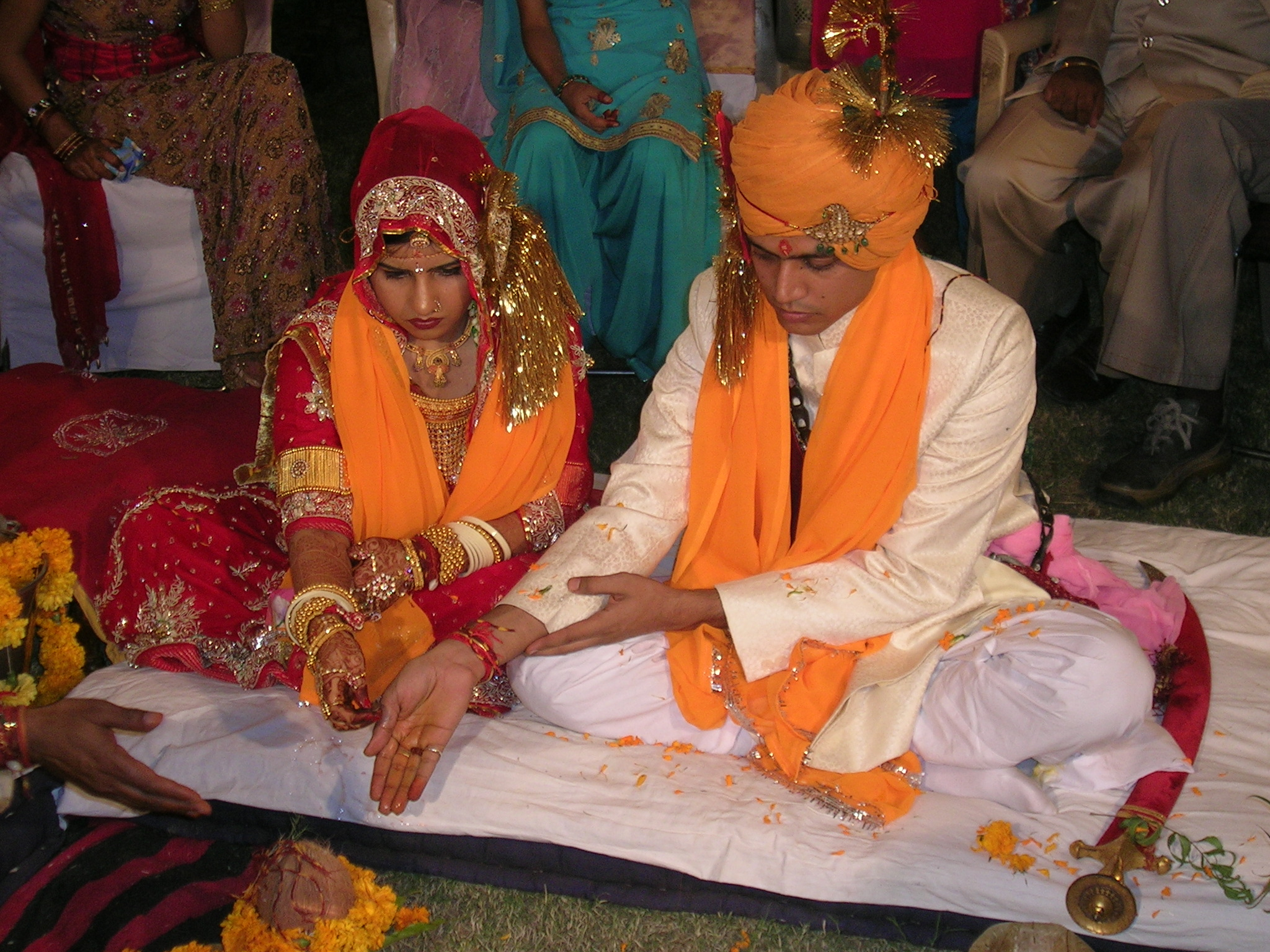

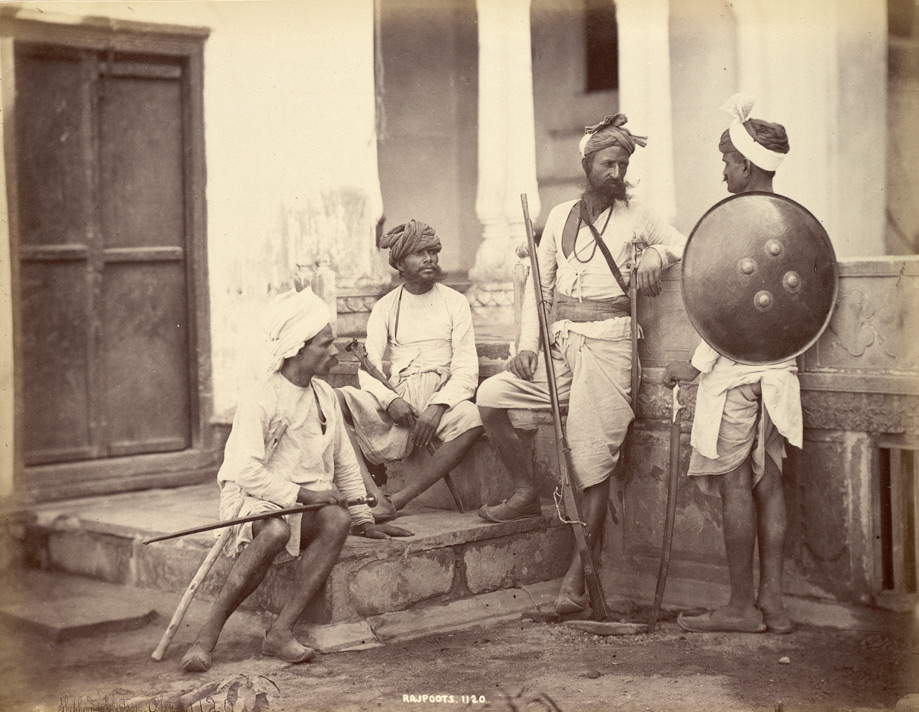

Varṇa (devanāgarī: वर्ण; s.m.; lett. "colore", ma anche "mantello", "apparenza esteriore", "colore del viso") è quel termine sanscrito con cui la cultura hindū intende indicare il proprio sistema delle caste.
A questo termine si accompagna un altro termine dal significato parzialmente sovrapponibile, quello di jāti (s.f., devanāgarī: जाति; lett. "nascita", "forma di esistenza", "posizione assegnata alla nascita").
Laddove tuttavia, come nota Louis Dumont, pur se si possono confondere i due termini, varṇa conserva il suo ruolo nella letteratura classica, mentre jāti indica più direttamente il sistema delle caste, e quindi le divisioni sociali, in India, essendo maggiormente legato alla sua funzione di assegnazione, fin dalla nascita, del devoto hindū.
La mescolanza dei varṇa rende conto quindi della presenza di numerose sotto-jāti (upajāti).

## Le caste (varṇa,jāti)
Secondo il Dizionario sanscrito italiano il termine varṇa, quando è riferito al sistema delle caste, intenderebbe identificare il contrasto di colore della pelle, scuro nelle tribù aborigene dell'India con quello chiaro delle tribù degli Arii invasori. Diversamente Gavin Flood rigetta l'ipotesi del suo collegamento con le caratteristiche somatiche, quanto piuttosto lo relaziona alle caratteristiche proprie dei guṇa, questi presenti in ogni realtà in grado variabile. Oggi, a differenza degli studi indologici del passato, la maggioranza degli studiosi ritiene che tale nome, il cui significato in questo contesto non è stato ancora completamente chiarito, non abbia mai inteso riguardare le eventuali originarie caratteristiche somatiche degli appartenenti alle caste.
Il sistema castale indiano ha origini piuttosto antiche, già il Ṛgveda indica una suddivisione della società indoaria in quattro ambiti funzionali:
mukhaṃ kim asya kau bāhū kā ūrū pādā ucyete

brāhmaṇo 'sya mukham āsīd bāhū rājanyaḥ kṛtaḥ

ūrū tad asya yad vaiśyaḥ padbhyāḥ śūdro ajāyata»
(Ṛgveda, X,90-11,12)
I brāhmaṇa (italianizzato in "brahmano") sono coloro che svolgono le funzioni sacerdotali o eminentemente religiose; gli kṣatriya sono coloro che svolgono le funzioni belliche o politico-amministrative (potere temporale, kṣatra); i vaiśya sono le persone comuni, coloro che svolgono le attività lavorative agricole, l'allevamento del bestiame o il commercio; all'ultima casta, gli śūdra, sono riservati i lavori servili svolti nei confronti delle altre tre caste, e storicamente raccoglieva i prigionieri di guerra e gli aborigeni resi schiavi (dāsa) dai conquistatori indoari.
In questo modo, infatti, il successivo Manusmṛti interpreta il passo vedico:
mukhabāhūrupajjānāṃ pṛthakkarmāṇy akalpayat 

adhyāpanam adhyayanaṃ yajanaṃ yājanaṃ tathā 

dānaṃ pratigrahaṃ caiva brāhmaṇānām akalpayat 

prajānāṃ rakṣaṇaṃ dānam ijyādhyayanam eva ca 

viṣayeṣv aprasaktiś ca kṣatriyasya samāsataḥ 

paśūnāṃ rakṣaṇaṃ dānam ijyādhyayanam eva ca 

vaṇikpathaṃ kusīdaṃ ca vaiśyasya kṛṣim eva ca 

ekam eva tu śūdrasya prabhuḥ karma samādiśat 

eteṣām eva varṇānāṃ śuśrūṣām anasūyayā»
(Manusmṛti I, 87-91. In Le Leggi di Manu (a cura di Wendy Doniger e con la collaborazione di Brian K. Smith). Milano, Adelphi, 1996, pag. 98)
.
L'appartenenza a uno di questi ambiti è per rigida discendenza (per "nascita" ovvero, in sanscrito, jāti quest'ultimo un altro termine comune per indicare il sistema castale), ovvero si è brahmano o kṣatriya solo se si è a sua volta figli di un brahmano o di uno kṣatriya. Il termine varṇa, "colore", è perché ad ognuna di queste caste viene assegnato un colore simbolico:
- il colore dei brāhmaṇa è il bianco, colore della luce e della purezza;
- il colore degli kṣatriya è il rosso, colore dell'energia e della passione;
- il colore dei vaiśya è il giallo, il colore della terra;
- il colore degli śūdra è il nero, il colore dell'oscurità.

Solo i primi tre varṇa sono indicati come ārya (nobili) e solo i maschi dei primi tre varṇa accedono allo stesso varṇa per mezzo di una iniziazione (dikṣā) detta upanayana, e per questo i loro appartenenti sono indicati anche come "rinati", "nati due volte" (dvija).
Solo ai maschi dei primi tre varṇa è consentito lo studio e la pronuncia del Veda e delle Śruti, agli appartenenti al varṇa degli śūdra ed alle donne è consentito solo lo studio degli Itihāsa (Letteratura epica) e dei Purāṇa.
(Sāyaṇa Ācārya (XIV secolo), Vedārthaprakāśa; citato in Giuliano Boccali, Stefano Piano, Saverio Sani. Le letterature dell'India. Torino, Utet, 2000, p. 219)
Da tener presente anche che, dal punto di vista tradizionale, la letteratura degli Itihāsa-Purāṇa è una letteratura "scritta" a differenza di quella vedica che è una cultura, ancora, "orale" e che va appresa quindi solo mnemonicamente, essendo fondata soprattutto sulla sonorità. Essendo la scrittura una pratica che non dà in alcun modo accesso al "sapere" essa è affidata a persone di rango "inferiore".
L'eredità dell'appartenenza castale è testimoniata dall'interpretazione dell'autore indiano Patañjali (II secolo a.C.) il quale nel Mahābhāṣya (II,2,6) sostenne che si è brāhmaṇa per nascita (jātibrāhmaṇa) a prescindere se si ha realizzato o meno la necessaria erudizione e preparazione spirituale.
D'altronde, come evidenzia Stefano Piano, per lo stesso Mahābhārata, e nella narrazione è un brahmano a sostenerlo, si è brahmano in base al comportamento: così se un brahmano si comporta in modo riprovevole va considerato alla stregua di uno śūdra, viceversa se uno śūdra si comporta in modo nobile è senza dubbio come un brahmano.
La nozione di karman finisce comunque per prevalere, ovvero se si è brahmani lo si è perché durante le vite precedenti si sono acquisiti dei meriti, viceversa gli śūdra sono tali per espiare delle colpe accumulate.
Così la Manusmṛti (anche Mānava-Dharmaśāstra, intorno al II secolo a.C.) spiega la trasmigrazione in una delle caste a seconda dell'influsso dei guṇa:
tān samāsena vakṣyāmi sarvasyāsya yathākramam 

devatvaṃ sāttvikā yānti manuṣyatvaṃ ca rājasāḥ 

tiryaktvaṃ tāmasā nityam ity eṣā trividhā gatiḥ 

trividhā trividhaiṣā tu vijñeyā gauṇikī gatiḥ 

adhamā madhyamāgryā ca karmavidyāviśeṣataḥ 

sthāvarāḥ kṛmikīṭāś ca matsyāḥ sarpāḥ sakacchapāḥ 

paśavaś ca mṛgāś caiva jaghanyā tāmasī gatiḥ 

hastinaś ca turaṅgāś ca śūdrā mlecchāś ca garhitāḥ

siṃhā vyāghrā varāhāś ca madhyamā tāmasī gatiḥ 

cāraṇāś ca suparṇāś ca puruṣāś caiva dāmbhikāḥ 

rakṣāṃsi ca piśācāś ca tāmasīṣūttamā gatiḥ 

jhallā mallā naṭāś caiva puruṣāḥ śastravṛttayaḥ 

dyūtapānaprasaktāś ca jaghanyā rājasī gatiḥ 

rājānaḥ kṣatriyāś caiva rājñāṃ caiva purohitāḥ 

vādayuddhapradhānāś ca madhyamā rājasī gatiḥ 

gandharvā guhyakā yakṣā vibudhānucarāś ca ye 

tathaivāpsarasaḥ sarvā rājasīṣūttamā gatiḥ 

tāpasā yatayo viprā ye ca vaimānikā gaṇāḥ 

nakṣatrāṇi ca daityāś ca prathamā sāttvikī gatiḥ 

yajvāna ṛṣayo devā vedā jyotīṃṣi vatsarāḥ 

pitaraś caiva sādhyāś ca dvitīyā sāttvikī gatiḥ 

brahmā viśvasṛjo dharmo mahān avyaktam eva ca 

uttamāṃ sāttvikīm etāṃ gatim āhur manīṣiṇaḥ»
Ma bisogna sapere che questo triplice livello di esistenza, che dipende dalle qualità, è esso stesso triplice: infimo, medio e sommo, a seconda delle azioni e del sapere specifico (di chi agisce). 

Gli esseri statici, i vermi, gli insetti, i pesci, i serpenti, le tartarughe, il bestiame e gli animali selvatici sono l'ultimo livello di esistenza, cui conduce la tenebra. Gli elefanti, i cavalli, i servi, i vili barbari, i leoni, le tigri, i cinghiali sono il livello medio di esistenza cui conduce la tenebra. Gli attori itineranti, gli uccelli, gli imbroglioni, gli orchi e gli spettri sono il sommo livello di esistenza cui conduce la tenebra. I pugili, i lottatori, i danzatori, i trafficanti d'armi, i giocatori di azzardo e gli ubriaconi sono l'infimo livello di esistenza cui conduce l'energia. I re, i sovrani, i sacerdoti personali dei re e coloro che amano le battaglie verbali sono il livello medio di esistenza cui conduce l'energia. I centauri, gli gnomi, i geni, servi degli dèi e le ninfe celesti sono il sommo livello di esistenza cui conduce l'energia. Gli asceti, i rinuncianti, i sacerdoti, le schiere degli dèi che volano sui carri celesti, le costellazioni e gli antidèi sono il primo livello di esistenza cui conduce la lucidità. I sacrificanti, i sapienti, gli dèi, i Veda, i luminari celesti, gli anni, gli antenati, i Docili sono il secondo livello di esistenza cui conduce la lucidità. I saggi dicono che Brahmā, i creatori dell'universo, la religione, il grande e l'immanifesto sono il sommo livello cui conduce la lucidità.»
(Manusmṛti XII, 39-50. In Le Leggi di Manu (a cura di Wendy Doniger e con la collaborazione di Brian K. Smith). Milano, Adelphi, 1996, pagg. 365-6)
L'appartenenza ad un varṇa non indica quindi un'attività professionale, né tanto meno individua un gruppo di persone che svolge attività simili (śreṇi) esso indica piuttosto il ruolo e il compito religioso in cui è collocato un individuo fin dalla sua nascita secondo la tradizione vedica.
Va tenuto presente che gli appartenenti alle famiglie relative alle prime tre caste sono appena l'8,5% dell'intera società hindū (questa computata in base al numero degli appartenenti alle quattro caste, esclusi quindi gli avarṇa) e che, per calcolare il numero degli dvija (i "nati due volte"), occorre sottrarre da questa percentuale le donne..

## Le sottocaste (upajāti)
All'interno delle quattro caste (caturvarṇa) sopracitate si sono formate lungo i secoli circa tremila sottocaste (upajāti o anche jāti) provocate, secondo i loro compilatori, dall'incrociarsi dei varṇa. Dal che si possono avere delle unioni "a pelo" (anuloma) quando il marito è di casta superiore alla moglie o "contropelo" (pratiloma) quando accade il contrario. Mentre le unioni all'interno della casta sono le uniche corrette, e le unioni anuloma sono tollerate, le unioni pratiloma sono invece considerate portatrici di "disgrazia". Così le donne di casta brāhmaṇa debbono necessariamente unirsi con uomini della loro stessa casta, se disgraziatamente, ad esempio, si uniscono a degli śūdra i loro figli saranno dei caṇḍāla, infimi tra i fuoricasta.
La proliferazione delle jāti è motivata dalla presenza del kaliyuga e condannata fin dalla Bhagavadgītā come provocatrice dello stesso:
strīṣu duṣṭāsu vārṣṇeya jāyate varṇa-saṃkaraḥ»
(Bhagavadgītā, I, 41. Traduzione di Anne Marie Esnoul)
L'ordine consiste nell'unione tra sposi appartenenti allo stesso varṇa, dove la moglie giunge vergine al matrimonio.
Diversamente se i figli appartenenti alle caste degli dvija sposano una donna di casta immediatamente inferiore, ovvero unendosi "a pelo" (anuloma), sono simili solo al padre in quanto presentano un difetto materno (mātṛdoṣa).
Mentre dall'unione:
- di un brāhmaṇa con una fanciulla vaiśya nasce un ambaṣṭha;
- di un brāhmaṇa con una fanciulla śūdra nasce un niṣāda anche pāraśava;
- di uno kṣatriya con una fanciulla śūdra nasce un ugra, un uomo crudele;
- di uno kṣatriya con una fanciulla brāhmaṇa nasce un sūta.
- di un vaiśya con una fanciulla kṣatriya nasce un māgadha;
- di un vaiśya con una fanciulla brāhmaṇa nasce un vaideha;
- di uno śūdra con una fanciulla brāhmaṇa nasce un caṇḍāla, questo è considerato il più ignobile tra gli uomini;
- di uno śūdra con una fanciulla kṣatriya nasce uno kṣattṛ;
- di uno śūdra con una fanciulla vaiśya nasce un āyogava;
- di un brāhmaṇa con una fanciulla ugra nasce un āvṛta;
- di un brāhmaṇa con una fanciulla ambaṣṭha nasce un ābhīra;
- di un brāhmaṇa con una fanciulla āyogava nasce un dhivaṇa;
- di un niṣāda con una fanciulla śūdra nasce un pulkasa;
- di uno śūdra con una fanciulla niṣāda nasce un kukkuṭaka;
- di uno kṣattṛ con una fanciulla ugra nasce uno śapakā;
- di un vaideha con una fanciulla ambaṣṭha nasce un veṇa.

Un figlio di un matrimonio tra genitori appartenenti alla stessa casta degli dvija che tuttavia non mantiene i voti religiosi è un vrātya (un inadempiente cacciato).
- Dal che i figli di un vrātya di nascita brāhmaṇa sono il bhṛjjakaṇṭaka, l'āvantya, il vāṭadhāna, lo śaikha, il puṣpadha.
- i figli di un vrātya di nascita kṣatriya sono lo jhalla, il malla, il licchivi, il khasa, il draviḍa, il naṭa, il karaṇa.
- i figli di un vrātya di nascita vaiśya sono

## I fuori-casta (avarṇa)

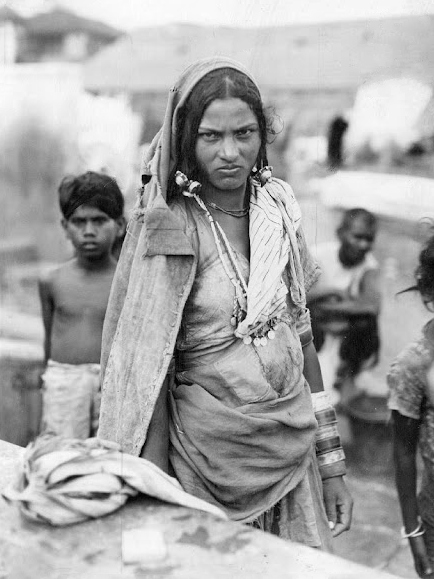
Una donna fuori casta a Mumbai (1942)

Oltre agli hindu inseriti nel sistema castale vi è infatti il numeroso gruppo degli avarṇa (privi di colore, i "fuori casta"), gli "intoccabili" (niḥspṛśya). Tra gli avarṇa vi sono quelli che furono da sempre esclusi dalla società ārya, sia chi ne fu cacciato in quanto frutto di matrimoni intercastali sfavorevoli, sia chi aveva gravemente violato norme religiose, nonché gli "stranieri" indicati con il termine collettivo di mleccha ("che balbettano", analogo al termine di origine greca "barbari").
Come ricorda Klaus K. Klostermaier l'India contemporanea, a partire dal 1950, non ha, come credono in molti, abolito tout-court il sistema castale, ma ha solo emanato leggi che puniscono coloro che discriminano quelli che oggi vengono indicati comunemente come dalit (gli oppressi) ovvero i fuori-casta. E se oggi il sistema castale del caturvarṇa non è facilmente applicabile "molti indiani ancora ne difendono i principi di fondo".